# Ribbed
Ribbed es el tercer álbum de NOFX. Fue grabado en septiembre de 1990 en West Beach Recorders, Hollywood, California y lanzado mediante Epitaph Records.

## Listado de canciones
1. "Green Corn" – 1:44
2. "The Moron Brothers" – 2:26
3. "Showerdays" – 2:10
4. "Food, Sex & Ewe" – 1:47
5. "Just The Flu" – 2:03
6. "El Lay" – 1:14
7. "New Boobs" – 3:27
8. "Cheese/Where's My Slice" – 2:16
9. "Together On The Sand" – 1:11
10. "Nowhere" – 1:34
11. "Brain Constipation" – 2:24
12. "Gonoherpasyphilaids" – 1:43
13. "I Don't Want You Around" – 1:39
14. "The Malachi Crunch" – 2:53

## Créditos
- Fat Mike - Bajo, Voces
- Eric Melvin - Guitarra
- Steve Kidwiller - Guitarra, voces en "Together On The Sand"
- Erik Sandin - Batería
- Jay Bentley - Voces secundarias
- Mark Curry - Voces secundarias

- Datos: Q1935122